# Maksudangarh
Maksudangarh (Naiakila) fou un estat tributari protegit a l'agència de Bhopal a l'Índia central a Malwa, a la dreta del riu Parbati. La seva superfície era de 210 km². La capital era Maksudangarh amb el fort de Naiakila construït per Raja Vikramaditya de Raghuhgarh vers 1730, que de vegades donà nom a l'estat, a 24° 04′ N, 77° 18′ E / 24.067°N,77.300°E. La població, repartida en 80 pobles, era:
- 1881: 13.924
- 1891: 14.422
- 1901: 14.284

Inicialment l'estat era part de Raghugarh. El 1776 Raja Balwant Singh de Raghugarh va concedir la comarca al seu germà Budh Singh; el fill d'aquest, Durjan Sal (1795-1811) bva estendre considerablement el seu domini i va fundar un considerable estat amb capital a Bahadurgarh (després Isagarh a Gwalior). A l'inici del segle XIX els seus territoris foren ocupats per Daulat Rao Sindhia però després foren retornades i el general de Sindhia, Jean Baptiste Filose, va donar el tron a Beri Sal Khichi, de la branca Lalawat de la família, amb seu a Maksudangarh, el 1816. En endavant va existir com estat separat feudatari de Gwalior al que no obstant no pagava cap tribut. Per tant, el sobirà no tenia sanad possessori o garantia britànica i el seu dret derivava directament dels Sindhia de Gwalior. Tot i que nominalment els britànics no hi tenien jurisdicció quan es va crear l'agència de Bhopal hi fou inclòs i l'agent polític va controlar l'administració sense interferència de la part del darbar o govern de Gwalior. El raja Raghunath Singh, un khichi rajput, va pujar al tron el 1864 amb 15 anys i el 1880, per mala administració, va ser apartat del govern (no del títol) i confiat a l'agent polític amb cooperació del maharajà de Gwalior.